# Брутий Сура
Квинт Брутий Сура (на латински: Quintus? Bruttius Sura) е римски офицер от 1 век пр.н.е.
В първата Митридатова война от 88 до 87 пр.н.е. той е легат при претора на римската провинция Македония Гай Сентий Сатурнин.
Побеждава генерал Метрофан и завладява остров Скиатос. През зимата 88/87 той се бие три дена при Херонея против Архелай и Аристион и се връща обратно в Македония.